# Filicrisia geniculata
Filicrisia geniculata är en mossdjursart som först beskrevs av Milne Edwards 1838.  Filicrisia geniculata ingår i släktet Filicrisia och familjen Crisiidae. Arten har ej påträffats i Sverige. Inga underarter finns listade i Catalogue of Life.